# Pieter Zandvliet

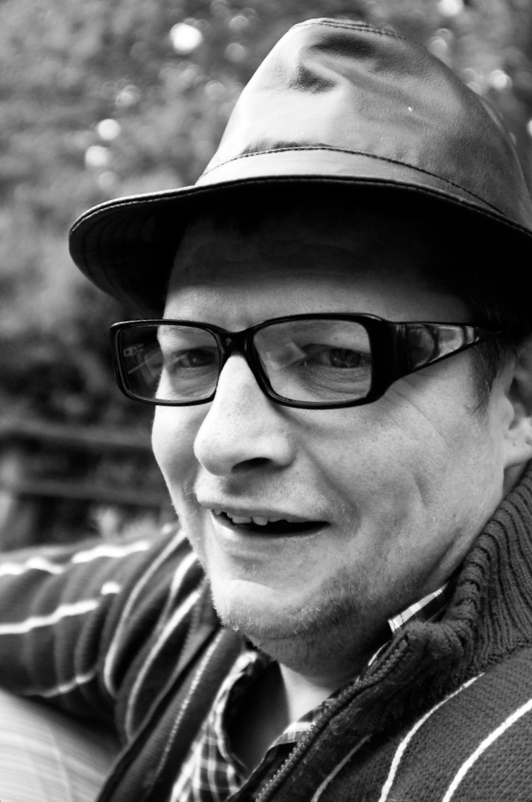
Beeldend kunstenaar Pieter Zandvliet

Jan Willem Pieter Zandvliet (Leiden, 14 april 1969) is een Nederlandse, multimediale kunstenaar. Hij heeft zich gespecialiseerd in schilderen en tekenen, maar begeeft zich soms ook op literair en cinematografisch vlak. Kenmerkend is zijn stripachtige schilderstijl en zijn aandacht voor het zetten van zijn lijnen.

## Biografie
Zandvliet groeide op in Rotterdams Delfshaven, dat indertijd werd gezien als een volksbuurt. Tijdens zijn jeugd werd deze wijk een smeltkroes van culturen. Deze multiculturaliteit heeft invloed gehad op zijn latere schilderwerk, wat zich vooral uitte in de thematiek en de techniek.
Zandvliet ging na de basisschool eerst naar het Grafisch Lyceum (van 1983 tot en met 1987). Hij kwam op de Vrije Academie Rotterdam terecht (van 1988 tot en met 1991). Hier verdiepte hij zich in kunstgeschiedenis, modeltekenen en mode.
In 1992 startte Zandvliet samen met zijn toenmalige vrouw het tijdschrift Freelook magazine. Het was bedoeld als project voor de Rotterdamse wijk Delfshaven, waarbij de redacteuren jongeren uit deze wijk waren. Hij was al bezig met het maken van zijn eigen comics, die veelal over het straatleven in Delfshaven gingen. Hij werd bij Freelook hoofdredacteur en cartoonist.
Zandvliet publiceerde ook een paar op zichzelf staande comics in eigen beheer. De thematiek was vooral het straatleven in Rotterdam.

### Galerie Slaphanger
Op initiatief van Ambulant Jongerenwerk te Rotterdam startte Zandvliet in 1994 Galerie Slaphanger. Het was een kleine galerie met in het begin overwegend exposities van amateurkunstenaars. Ook werd de galerie een verkooppunt voor self-published comics en muziek. In de galerie exposeerde Zandvliet met 'melt art', kunstwerken van gesmolten plastic (veelal Barbies) die op een plank hout werden omgevormd tot surrealistische, driedimensionale, schilderijen, die daarna werden bewerkt met spuitbussen. Nadat de galerie naar de Rösener Manzstraat verhuisde, kwam de nadruk vooral op self-published producten te liggen, uit zowel Nederland als over de grens. Galerie Slaphanger haalde underground muziek, noise, literatuur, kunst en comics vanuit de hele wereld naar Rotterdam toe. Er werden concertjes gehouden, poëzieavonden, lezingen, exposities, filmavonden en het platendraaiersfestival. Galerie Slaphanger hield in 2003 op te bestaan.

### Schilderen
Zandvliet legde zich toe op het schilderen in 1998. In datzelfde jaar werd hij door curator Koos van Duinen verkozen om deel te nemen aan kunstmanifestatie De Dubbelkamer te Schiedam. Hij won daar de publieksprijs en de aanmoedigingsprijs voor kunstenaars.
In 1999 deed Zandvliet mee aan de groepsexpositie Je weet niet wat je ziet, in het Stedelijk Museum Schiedam, met een muurschildering en een korte speelfilm waarin hij zichzelf speelt als schildersbeest. In de jaren die volgden exposeerde hij nog verschillende malen in Schiedam. In 2006 heeft Zandvliet samen met Frank van der Donk en Ivanna Urbanova Kunstwinkel Walvis in het centrum van Schiedam opgezet, waarvoor hij tevens het logo heeft ontworpen.
In 2011 deed hij mee aan de Twente Biënnale Hengelo en exposeerde hij in Kunsthuis de Secretarie te Meppel (Drenthe). Een van de twee andere kunstenaars die er exposeerden was de eveneens uit de Randstad verhuisde Rene Maagdenberg. De twee kunstenaars hebben samen meerdere werken samen gemaakt onder de naam Piereneters.
In 2012 hing Zandvliets kunst aan de wand van de Expositie Lecheria Pop Art in het Museo Museo Dimitrios Demu Venezuela. Een jaar later exposeerde hij in La sala Tarragona te Amposta in de Spaanse regio Catalonië.
In 2014 beschilderde hij schoenen in opdracht van Mascolori. Tevens ontwierp hij samen met Mascolori van 2016 tot 2025 een viertal schoenen.
Voor bluesband Bacon Fat Louis maakt hij een albumcover (2016). In 2017 ontwierp hij shirts voor het SOTU festival te Amsterdam en een label voor de Amsterdamse bierbrouwer Butchers tears.
In 2018 vond Keiharde kunst plaats, een expositie met werk van vrienden Hein Dingemans en Pieter Zandvliet in atelier/galerie Herenplaats te Rotterdam. Voor een expositie over de Kolonisten in de vroegere Ommerschans Kolonie maakte Zandvliet portretten van oude zwart-witfoto's van Kolonisten die geëxposeerd werden in beeldentuin Witharen te Witharen. In de Cultgalerie te Raalte exposeerde hij een serie portretten gemaakt door de Raaltener kunstenaar Bram de Krosse en Zandvliet.
Met de Teekenclub - een groepje van bevriende kunstenaars - beschilderde Zandvliet in 2019 de barmuur van zijn buurman Rolf Dunnink. Op 4 en 5 mei exposeerde hij tijdens Kunst rondom Dalfsen zijn werk in de Grote Kerk van Dalfsen. Kledingmerk Wolff Blitz bracht een overhemd op de mark met een print van Pieter Zandvliet. In 2020 kocht Museum Dordrecht een werk van Zandvliet aan

## Werkwijze
Zandvliet zet zijn lijnen altijd direct op het medium. Hij werkt niet graag zijn eigen gedachten uit, maar wil het liefst beleven wat voor reis hij nu weer zal afleggen met de pen, stift of kwast. Lijnen zijn erg belangrijk voor hem; hiermee drukt hij zijn gevoel uit in het figuur dat hij tekent. Als hij kleur gebruikt dan is dat psychedelisch en contrasterend.